# Peer Gynt
Peer Gynt er et dramatisk digt af Henrik Ibsen skrevet i 1867 og med premiere på Christiania Theater i Christiania (i dag Oslo) den 24. februar 1876, med musik af Edvard Grieg. Historien er baseret på sagnene om Per Gynt, der var rensdyrjæger fra Gudbrandsdalen i 1600-tallet.
Store norske leksikon skriver at "Diktet regnes gjerne for [... nationalt] hovedverk" i norsk litteratur.